# Ratchet & Clank: Up Your Arsenal
Ratchet & Clank: Up Your Arsenal (també conegut com a Ratchet & Clank 3) és un videojoc de plataformes 3D del 2004 desenvolupat per Insomniac Games i publicat per Sony Computer Entertainment per a PlayStation 2. És la tercera entrega de la sèrie Ratchet & Clank i es va estrenar a Amèrica del Nord el 2 de novembre de 2004. Poc després es va estrenar al Japó el 25 de novembre, quan es va publicar el primer volum del manga Ratchet & Clank, dibuixat per Shinbo Nomura. Una demostració d'aquest joc es va incloure a la versió PAL de Sly 2: Band of Thieves. El joc presenta el Dr. Nefarious, un dolent robòtic i antagonista principal de la saga.
El joc és similar a les antreges anteriors de la sèrie, però introdueix noves característiques com ara un nou sistema de control i més nivells en el sistema d'actualització d'armes. Segueix l'aventura de Ratchet i Clank a través d'un univers de ficció per derrotar un dolent robòtic, el Dr. Nefarious, que té la intenció de destruir tota la vida orgànica.
Up Your Arsenal és el primer joc de la sèrie que ofereix tant les opcions multijugador com per a un jugador. El servei es va cancel·lar per a PlayStation 2 el juny de 2012 i per a PlayStation 3 el febrer de 2018. El multijugador inclou tres modes de joc diferents disponibles a tots els mapes i té una selecció d'armes del joc per a un jugador. A més del mode multijugador, té moltes altres diferències en comparació amb els seus predecessors, com ara gràfics de major qualitat, mons més grans i vehicles conduïbles. El repartiment de veu del joc anterior torna com els seus respectius personatges, i es van contractar nous actors per donar veu als nous personatges.
El joc va rebre l'aclamació de la crítica després del seu llançament, obtenint una puntuació mitjana del 91% a Metacritic.